# Loka planifrons
Loka planifrons är en insektsart som beskrevs av Rauno E. Linnavuori 1961. Loka planifrons ingår i släktet Loka och familjen dvärgstritar. Inga underarter finns listade i Catalogue of Life.